# 機動戦士ガンダム エクストリームバーサス マキシブースト ON
『機動戦士ガンダム エクストリームバーサス マキシブースト ON』（きどうせんしガンダム エクストリームバーサス マキシブースト オン、MOBILE SUIT GUNDAM EXTREME VS. MAXI BOOST ON）はバンダイナムコエンターテインメントより発売され、2016年3月9日から2019年11月26日まで稼働していたアーケードゲーム。2020年7月30日にPlayStation 4版が発売された。
ガンダムシリーズを題材にしたチーム対戦型アクションゲーム『機動戦士ガンダム vs.シリーズ』の第13弾。『エクストリームバーサス』シリーズとしては第4弾（外伝の『フォース』を含めれば第5弾）となるゲーム作品。

## 概要
ガンダムシリーズを題材にしたチーム対戦型アクションゲーム『機動戦士ガンダム vs.シリーズ』の第13弾。『エクストリームバーサス』シリーズとしては第4弾（外伝も含めると第5作品目）となるゲーム作品。基本ルールは、ガンダムシリーズのモビルスーツをプレイヤーが操縦（操作）しての、2対2のチーム対戦を行う。各機体ごと性能差によってコストが異なり、先に敵陣営の戦力コストをゼロにした方が勝利となる。
略称は『マキオン』、『MBON』。

## 新要素
新たな対戦形式として、アーケード店舗でのオンライン対戦が採用されているが、「オンライン対戦」にモード設定されている台ではCPU戦モード（ブランチバトル、VSコンクエストなど）はプレイ不可であり、CPU戦モードをプレイするには「店舗内対戦」を設定している台をプレイする必要がある。
PlayStation 4版では画面分割で2人プレイが可能。
前作家庭版(PlayStation 3)では画面分割の負荷が大きく、フレームレートが大幅に下げられていたが、今作の機種がPlayStation 4の為、画面分割した状態での60fpsが実現可能となった。
2021年3月4日には、家庭用オリジナルモードを一切排した廉価版『STARTER EDITION』が配信された。
新たなシステムとして、前作の「EX（エクストリーム）オーバードライブ」と「エクストリームバースト」を統合した時限強化システムへと変更された。以下の3タイプから選択できる。
- 射撃性能を強化する「S（シューティング）バースト」
- 格闘性能を強化する「F（ファイティング）バースト」
- 回避性能を強化する「E（エクステンド）バースト」

## 登場する機動兵器
【】内の機体はアシスト支援機体として登場する機体。■はアップデートで追加、追加予定の機体、▲は前作『マキシブースト』でガンダムVS.モバイル有料会員に登録して入手した者のみが使用可能のエクストラ機体、□はPlayStation 4版で追加された機体。
本項に記載されたもの以外に、PS3版『EXVS.』、『EXVS.FB』に登場したプレイヤーが使用不可の機体や戦艦が多数登場している。
PlayStation 4版ではエクストラ機体を含む36作品183機が最初から使用可能となっている。

### プレイヤー機体
機動戦士ガンダム
- ガンダム【コア・ファイター、ガンキャノン、ガンタンク】 / アムロ・レイ
- ガンダム（Gメカ）【Gファイター】 / アムロ・レイ
- シャア専用ザクII【シャア専用ズゴック、61式戦車】 / シャア・アズナブル
- アッガイ【アッガイ、アッグ、ジュアッグ、アッグガイ】 / アカハナ
- シャア専用ゲルググ【エルメス】 / シャア・アズナブル
- ギャン【アッザム、シャア専用ゲルググ】 / マ・クベ
- ジオング / シャア・アズナブル
- ▲ザクII（ドアン機）【コア・ファイター】 / ククルス・ドアン

MSV
- ▲高機動型ザクII後期型 / ジョニー・ライデン
- ▲高機動型ザクII改良型【ザクII】 / シン・マツナガ

MS IGLOO 一年戦争秘録
- ヅダ【ヅダ】 / ジャン・リュック・デュバル
- ヒルドルブ【ザクII】 / デメジエール・ソンネン

機動戦士ガンダム 第08MS小隊
- ガンダムEz8【陸戦型ガンダム、陸戦型ガンダム（ジム頭）、ホバートラック】 / シロー・アマダ
- グフ・カスタム【ジェット・コア・ブースター】 / ノリス・パッカード
- ▲陸戦型ガンダム【陸戦型ガンダム、陸戦型ガンダム（ジム頭）、ホバートラック】 / シロー・アマダ

機動戦士ガンダム外伝 THE BLUE DESTINY
- ブルーディスティニー1号機【ジム】 / ユウ・カジマ
- イフリート改 / ニムバス・シュターゼン

機動戦士ガンダム0080 ポケットの中の戦争
- アレックス【ジム・スナイパーII】 / クリスチーナ・マッケンジー
- ザクII改【ハイゴッグ】 / バーナード・ワイズマン
- ■ケンプファー / ミハイル・カミンスキー

機動戦士ガンダム サンダーボルト（vs.シリーズ初登場）
- ■フルアーマー・ガンダム[2] / イオ・フレミング
- ■アトラスガンダム[3] / イオ・フレミング
- ■サイコ・ザク[4] / ダリル・ローレンツ

機動戦士ガンダム0083 STARDUST MEMORY
- ガンダム試作1号機Fb【ジム・キャノンII】 / コウ・ウラキ
- ガンダム試作2号機【ドム・トローペン、ザメル】 / アナベル・ガトー
- ガンダム試作3号機 / コウ・ウラキ
- ガーベラ・テトラ【ゲルググM】 / シーマ・ガラハウ
- ▲ゲルググ（ガトー機）【リック・ドム】 / アナベル・ガトー

機動戦士Ζガンダム
- Ζガンダム【メタス、百式】 / カミーユ・ビダン
- 百式【リック・ディアス、メタス】 / クワトロ・バジーナ（シャア・アズナブル）
- ガンダムMk-II【Gディフェンサー、Ζガンダム】 / エマ・シーン
- メッサーラ【ガブスレイ】 / パプテマス・シロッコ
- ジ・O【パラス・アテネ、ボリノーク・サマーン】 / パプテマス・シロッコ
- ハンブラビ【ハンブラビ】 / ヤザン・ゲーブル
- ▲ガンダムMk-II（ティターンズ仕様）【リック・ディアス】 / カミーユ・ビダン
- マラサイ＆ガブスレイ【マラサイ、ガブスレイ】 / ジェリド・メサ
- ■バウンド・ドック[5] / ジェリド・メサ

ガンダム・センチネル
- Ex-Sガンダム / Unknown(不明)[注 1]

機動戦士ガンダムΖΖ
- ΖΖガンダム【キュベレイMk-II（プル機）、コア・ファイター（ΖΖ）】 / ジュドー・アーシタ
- フルアーマーΖΖガンダム【Ζガンダム（ルー搭乗）】 / ジュドー・アーシタ
- キュベレイ【ハンマ・ハンマ、R・ジャジャ】 / ハマーン・カーン
- キュベレイMk-II（プル機） / エルピー・プル
- キュベレイMk-II（プルツー機）【バウ（グレミー機）】 / プルツー
- ザクIII改【リゲルグ】 / マシュマー・セロ
- ▲ガンダムMk-II（エル搭乗）【百式（ビーチャ搭乗）、ザク頭Ζガンダム】 / エル・ビアンノ
- ▲Ζガンダム（ルー搭乗） / ルー・ルカ
- ▲ザク頭Ζガンダム【百式（ビーチャ搭乗）】 / イーノ・アッバーブ
- ▲アッガイ（ハマーン搭乗）【アッグ、ジュアッグ、アッグガイ】 / ハマーン・カーン

機動戦士ガンダム 逆襲のシャア
- νガンダム / アムロ・レイ
- サザビー【ヤクト・ドーガ（ギュネイ機）、ヤクト・ドーガ（クェス機）】 / シャア・アズナブル
- ■ヤクト・ドーガ(ギュネイ機)[6]【ギラ・ドーガ】 / ギュネイ・ガス
- リ・ガズィ / チェーン・アギ

機動戦士ガンダム 逆襲のシャア ベルトーチカ・チルドレン
- Hi-νガンダム / アムロ・レイ
- ナイチンゲール【サイコ・ドーガ】 / シャア・アズナブル

機動戦士ガンダムUC
- ユニコーンガンダム【ジェガンD型】 / バナージ・リンクス
- デルタプラス【リゼル、ユニコーンガンダム】 / リディ・マーセナス
- クシャトリヤ / マリーダ・クルス
- バンシィ / マリーダ・クルス（プルトゥエルブ）
- シナンジュ【ローゼン・ズール】 / フル・フロンタル
- ローゼン・ズール【ギラ・ズール(親衛隊機)、シナンジュ】 / アンジェロ・ザウパー
- フルアーマー・ユニコーンガンダム【バンシィ・ノルン】 / バナージ・リンクス
- バンシィ・ノルン/ リディ・マーセナス

機動戦士ガンダム 閃光のハサウェイ
- Ξガンダム【メッサー】 / マフティー・ナビーユ・エリン（ハサウェイ・ノア）
- ペーネロペー / レーン・エイム

機動戦士ガンダムF91
- ガンダムF91【ビギナ・ギナ】 / シーブック・アノー
- ベルガ・ギロス【デナン・ゾン、バグ】 / ザビーネ・シャル

機動戦士クロスボーン・ガンダム
- クロスボーン・ガンダムX1改【ペズ・バタラ】 / キンケドゥ・ナウ（シーブック・アノー）
- クロスボーン・ガンダムX2改【バタラ】 / ザビーネ・シャル
- クロスボーン・ガンダムX3【クァバーゼ、クロスボーン・ガンダムX1改】 / トビア・アロナクス

機動戦士クロスボーン・ガンダム 鋼鉄の7人
- クロスボーン・ガンダムX1フルクロス【ギリ専用ビギナ・ギナII】 / トビア・アロナクス

機動戦士クロスボーン・ガンダム ゴースト（vs.シリーズ初登場）
- ■ファントムガンダム[7] / フォント・ボー

機動戦士Vガンダム
- V2ガンダム【Vダッシュガンダム、ガンブラスター】 / ウッソ・エヴィン
- ヴィクトリーガンダム(Vダッシュガンダム)【ゾロアット、ガンイージ】 / ウッソ・エヴィン
- ガンイージ【ガンイージ、Vガンダムヘキサ】 / ジュンコ・ジェンコ
- ゴトラタン【リグ・コンティオ】 / カテジナ・ルース
- ▲Vガンダムヘキサ【ガンイージ】 / マーベット・フィンガーハット
- ゲドラフ【アインラッド】 / カテジナ・ルース

機動武闘伝Gガンダム
- ゴッドガンダム【風雲再起、ノーベルガンダム】 / ドモン・カッシュ
- ドラゴンガンダム【ボルトガンダム、マーメイドガンダム】 / サイ・サイシー
- ガンダムシュピーゲル【ライジングガンダム】 / シュバルツ・ブルーダー
- マスターガンダム【風雲再起、ガンダムヘブンズソード】 / 東方不敗マスター・アジア
- ノーベルガンダム【マンダラガンダム】 / アレンビー・ビアズリー
- シャイニングガンダム【クーロンガンダム】 / ドモン・カッシュ
- ライジングガンダム【ゴッドガンダム】 / レイン・ミカムラ

新機動戦記ガンダムW
- ウイングガンダムゼロ / ヒイロ・ユイ
- ガンダムエピオン / ミリアルド・ピースクラフト
- ▲ウイングガンダムゼロ（カトル搭乗） / カトル・ラバーバ・ウィナー
- アルトロンガンダム / 張五飛
- ガンダムサンドロック改【マグアナック（ラシード機）、マグアナック（アウダ機）】 / カトル・ラバーバ・ウィナー
- ▲ガンダムデスサイズヘル【アルトロンガンダム】 / デュオ・マックスウェル
- ▲ガンダムヘビーアームズ改【ガンダムサンドロック改】 / トロワ・バートン
- トールギスII【ウイングガンダム】 / トレーズ・クシュリナーダ

新機動戦記ガンダムW Endless Waltz
- ウイングガンダムゼロ（EW版）【トールギスIII】 / ヒイロ・ユイ
- ガンダムデスサイズヘル（EW版）【アルトロンガンダム（EW版）】 / デュオ・マックスウェル
- ガンダムヘビーアームズ改（EW版）【ガンダムサンドロック改（EW版）】 / トロワ・バートン
- トールギスIII【トーラス（ノイン機）】 / ゼクス・マーキス

機動新世紀ガンダムX
- ガンダムダブルエックス【ガンダムエアマスターバースト、ガンダムレオパルドデストロイ、Gファルコン、GXビット】 / ガロード・ラン＆ティファ・アディール
- ガンダムXディバイダー【GXビット、ガンダムダブルエックス】 / ジャミル・ニート
- ガンダムヴァサーゴ・チェストブレイク【ガンダムアシュタロン・ハーミットクラブ】 / シャギア・フロスト
- ▲ガンダムX【GXビット】 / ガロード・ラン＆ティファ・アディール

∀ガンダム
- ∀ガンダム【カプル】 / ロラン・セアック
- カプル＆コレンカプル【カプル（メシェー搭乗）、∀ガンダム】 / ソシエ・ハイム＆コレン・ナンダー
- ゴールドスモー【シルバースモー】 / ハリー・オード
- ターンX / ギム・ギンガナム
- ▲シルバースモー【シルバースモー】 / ポゥ・エイジ

機動戦士ガンダムSEED
- ストライクガンダム【メビウス・ゼロ】 / キラ・ヤマト
- パーフェクトストライクガンダム / ムウ・ラ・フラガ
- フリーダムガンダム【ジャスティスガンダム】 / キラ・ヤマト
- フォビドゥンガンダム【レイダーガンダム、カラミティガンダム】 / シャニ・アンドラス
- デュエルガンダムアサルトシュラウド【バスターガンダム】 / イザーク・ジュール
- ラゴゥ【バクゥ】 / アンドリュー・バルトフェルド
- プロヴィデンスガンダム / ラウ・ル・クルーゼ
- ブリッツガンダム【イージスガンダム】 / ニコル・アマルフィ
- ■バスターガンダム[8] / ディアッカ・エルスマン
- ■レイダーガンダム[7] / クロト・ブエル

機動戦士ガンダムSEED ASTRAY
- ガンダムアストレイレッドフレーム / ロウ・ギュール
- ガンダムアストレイブルーフレームセカンドL【ガンダムアストレイレッドフレーム】 / 叢雲劾
- ガンダムアストレイゴールドフレーム天 / ロンド・ギナ・サハク

機動戦士ガンダムSEED X ASTRAY
- ハイペリオンガンダム / カナード・パルス
- ドレッドノートガンダム（Xアストレイ）【ガンダムアストレイレッドフレーム】 / プレア・レヴェリー

機動戦士ガンダムSEED DESTINY ASTRAY
- ▲ガンダムアストレイゴールドフレーム天ミナ / ロンド・ミナ・サハク[注 4]

機動戦士ガンダムSEED DESTINY ASTRAY R
- ガンダムアストレイレッドフレーム（レッドドラゴン） / ロウ・ギュール

機動戦士ガンダムSEED VS ASTRAY
- ガンダムアストレイレッドフレーム改/ ロウ・ギュール

機動戦士ガンダムSEED DESTINY
- ストライクフリーダムガンダム【ミーティア】 / キラ・ヤマト
- インフィニットジャスティスガンダム【ストライクフリーダムガンダム、ミーティア】 / アスラン・ザラ
- デスティニーガンダム / シン・アスカ
- インパルスガンダム / シン・アスカ
- レジェンドガンダム【インパルスガンダム（ルナマリア搭乗）、デスティニーガンダム】 / レイ・ザ・バレル
- ガナーザクウォーリア（ルナマリア機）【ブレイズザクファントム（レイ機）、インパルスガンダム、セイバーガンダム】 / ルナマリア・ホーク
- ガイアガンダム【カオスガンダム、アビスガンダム】 / ステラ・ルーシェ
- ▲インフィニットジャスティスガンダム（ラクス搭乗）【ストライクフリーダムガンダム】 / ラクス・クライン
- ▲インパルスガンダム（ルナマリア搭乗）【デスティニーガンダム】 / ルナマリア・ホーク
- ストライクルージュ（オオトリ装備）【ムラサメ】 / カガリ・ユラ・アスハ
- ▲ガイアガンダム（バルトフェルド搭乗） / アンドリュー・バルトフェルド
- グフイグナイテッド（ハイネ機）【セイバーガンダム】 / ハイネ・ヴェステンフルス
- ▲デスティニーガンダム（ハイネ機） / ハイネ・ヴェステンフルス
- ■アカツキ[9]【ムラサメ】 / ムウ・ラ・フラガ

機動戦士ガンダムSEED C.E.73 STARGAZER
- スターゲイザー【シビリアンアストレイDSSDカスタム】 / ソル・リューネ・ランジュ＆セレーネ・マクグリフ
- ストライクノワール【ヴェルデバスター】 / スウェン・カル・バヤン

機動戦士ガンダム00（ファーストシーズン）
- ガンダムエクシア【GNアームズ TYPE-E】 / 刹那・F・セイエイ
- ガンダムデュナメス / ロックオン・ストラトス（ニール・ディランディ）
- ガンダムスローネドライ【ガンダムスローネアイン 、ガンダムスローネツヴァイ】 / ネーナ・トリニティ
- ■ティエレンタオツー[10]【ティエレン宇宙型、ティエレン宇宙指揮官型（セルゲイ機）】 / ソーマ・ピーリス

機動戦士ガンダム00（セカンドシーズン）
- ダブルオーガンダム【オーライザー、アリオスガンダム、セラヴィーガンダム】 / 刹那・F・セイエイ
- ケルディムガンダムGNHW/R【セラヴィーガンダム】 / ロックオン・ストラトス（ライル・ディランディ）
- スサノオ / ミスター・ブシドー（グラハム・エーカー）
- アルケーガンダム / アリー・アル・サーシェス
- リボーンズガンダム【ガガ】 / リボンズ・アルマーク
- アリオスガンダムGNHW/M【GNアーチャー】 / アレルヤ・ハプティズム
- ▲ジンクスIII / パトリック・コーラサワー

機動戦士ガンダム00V
- ガンダムアヴァランチエクシア / 刹那・F・セイエイ

機動戦士ガンダム00V戦記
- ダブルオーガンダム セブンソード/G【ガンダムデュナメスリペア】 / 刹那・F・セイエイ
- ダブルオークアンタ フルセイバー / 刹那・F・セイエイ

劇場版 機動戦士ガンダム00 -A wakening of the Trailblazer-
- ダブルオークアンタ【ガンダムサバーニャ最終決戦仕様、ガンダムハルート最終決戦仕様】 / 刹那・F・セイエイ
- ラファエルガンダム【セラヴィーガンダムII】 / ティエリア・アーデ
- ブレイヴ指揮官用試験機【ブレイヴ一般用試験機、ELSジンクスIV】 / グラハム・エーカー
- ガンダムサバーニャ最終決戦仕様 / ロックオン・ストラトス（ライル・ディランディ）
- ガンダムハルート最終決戦仕様【ダブルオークアンタ】 / アレルヤ・ハプティズム＆ソーマ・ピーリス

機動戦士ガンダムAGE
- ガンダムAGE-1【Gエグゼス、デスペラード】 / フリット・アスノ
- ガンダムAGE-2【Gバウンサー】 / アセム・アスノ
- ゼイドラ 【クロノス】 / ゼハート・ガレット
- ガンダムAGE-3【クランシェ】 / キオ・アスノ
- ガンダムレギルス【フォーンファルシア】 / ゼハート・ガレット
- ■ファルシア【ゼダス】[11] / ユリン・ルシェル
- ■ガンダムAGE-FX[12]【ガンダムAGE-1 フルグランサ、ガンダムAGE-2ダークハウンド】 / キオ・アスノ
- ■ガンダムAGE-2ダークハウンド【Gエグゼス ジャックエッジ、シャルドール ローグ】[13] / キャプテン・アッシュ（アセム・アスノ）

ガンダム Gのレコンギスタ
- G-セルフ / ベルリ・ゼナム
- ■G-セルフ（パーフェクトパック）[14] / ベルリ・ゼナム
- ■マックナイフ（マスク機）[15]【マックナイフ（バララ機）】 / マスク（ルイン・リー）
- ■G-アルケイン（フルドレス）[16]【G-ルシファー】 / アイーダ・スルガン
- □ モンテーロ【G-セルフ(リフレクターパック装備)】 / クリム・ニック

機動戦士ガンダム 鉄血のオルフェンズ
- ガンダム・バルバトス（第4形態）【グレイズ改】 / 三日月・オーガス
- ■ ガンダム・バルバトスルプス[14] / 三日月・オーガス
- ■ ガンダム・キマリストルーパー[17] / ガエリオ・ボードウィン
- ■ ガンダム・グシオンリベイクフルシティ[17] / 昭弘・アルトランド
- ■ ガンダム・バエル / マクギリス・ファリド
- □ ガンダム・バルバトスルプスレクス【ガンダム・グシオンリベイクフルシティ】 / 三日月・オーガス

プラモ狂四郎
- パーフェクトガンダム / 京田 四郎

ガンダムビルドファイターズA
- ■ホットスクランブルガンダム[18] / 三代目メイジン・カワグチ

ガンダムビルドファイターズ
- ■ビルドストライクガンダム（フルパッケージ） / レイジ
- □ ザクアメイジング / ユウキ・タツヤ

ガンダムEXA
- エクストリームガンダム type-レオス ゼノン・フェース / レオス・アロイ
- エクストリームガンダム type-レオス エクリプス・フェース / レオス・アロイ
- エクストリームガンダム type-レオス アイオス・フェース / レオス・アロイ

ガンダムEXA VS
- エクストリームガンダム type-レオスII Vs./ レオス・アロイ
- ■エクストリームガンダム type-セシア エクセリア[19] / セシア・アウェア

### コストごとの機体一覧
○印は稼動当初から使用できるマキシブースト ONの追加機体、●印はアップデート等によって使用可能となる追加機体、△は前作よりコストが上方修正された機体、▽は前作よりコストが下方修正された機体、★はガンダムVS.モバイル有料会員に登録した者のみが使用可能のエクストラ機体。
プレイヤーが使用不可の機体のコストは250、戦艦は4500で統一されている。
| 原作           | コスト1500                                                                | コスト2000 | コスト2500 | コスト3000                                                                      |
| -------------- | ------------------------------------------------------------------------- | --- | --- | ------------------------------------------------------------------------------- |
| 『1st』        | アッガイ ★ザクII                                                          | ガンダム シャア専用ゲルググ ギャン ガンダム（Gメカ） シャア専用ザクII パーフェクトガンダム                                                                                            | ジオング |                                                                                 |
| 『MSV』        |                                                                           | ★高機動型ザクII後期型 ★高機動型ザクII改 | |                                                                                 |
| 『IGLOO』      | ヅダ ヒルドルブ                                                           | | |                                                                                 |
| 『08MS』       | ガンダムEz8 グフ・カスタム ★陸戦型ガンダム                                | | |                                                                                 |
| 『BD』         | イフリート改                                                              | ブルーディスティニー1号機 | |                                                                                 |
| 『0080』       | アレックス ザクII改 ●ケンプファー                                         | | |                                                                                 |
| 『TB』         |                                                                           | | ●フルアーマー・ガンダム ●サイコ・ザク |                                                                                 |
| 『0083』       |                                                                           | ガンダム試作1号機フルバーニアン ガーベラ・テトラ ★ゲルググ（ガトー機） | ガンダム試作2号機 ガンダム試作3号機 |                                                                                 |
| 『Ζ』          | ★ガンダムMk-II（カミーユ搭乗）                                            | ガンダムMk-II メッサーラ ハンブラビ マラサイ＆ガブスレイ | Ζガンダム 百式 ジ・O ●バウンド・ドック |                                                                                 |
| 『センチネル』 |                                                                           | | | Ex-Sガンダム                                                                    |
| 『ΖΖ』         | キュベレイMk-II（プルツー機） ★ガンダムMk-II（エル搭乗） ★ザク頭Ζガンダム | キュベレイMk-II（プル機） △ザクIII改 ★Ζガンダム（ルー搭乗） ★アッガイ（ハマーン搭乗）                                                                                                 | ΖΖガンダム キュベレイ | フルアーマーΖΖガンダム                                                          |
| 『CCA』        | リ・ガズィ                                                                | ●ヤクト・ドーガ | | νガンダム サザビー                                                              |
| 『CCA BC』     |                                                                           | | | Hi-νガンダム ナイチンゲール                                                     |
| 『UC』         |                                                                           | クシャトリヤ デルタプラス ローゼン・ズール | バンシィ | ユニコーンガンダム シナンジュ フルアーマー・ユニコーンガンダム バンシィ・ノルン |
| 『ハサウェイ』 |                                                                           | | | Ξガンダム ペーネロペー                                                          |
| 『F91』        | ベルガ・ギロス                                                            | ガンダムF91 | |                                                                                 |
| 『XB』         |                                                                           | クロスボーン・ガンダムX2改 | クロスボーン・ガンダムX1改 クロスボーン・ガンダムX3 | クロスボーン・ガンダムX1フルクロス                                              |
| 『V』          | ガンイージ ★Vガンダムヘキサ                                               | △ヴィクトリーガンダム ゲドラフ | ゴトラタン | V2ガンダム                                                                      |
| 『G』          | ライジングガンダム                                                        | ドラゴンガンダム ノーベルガンダム | ガンダムシュピーゲル シャイニングガンダム | ゴッドガンダム マスターガンダム                                                 |
| 『W』          |                                                                           | ガンダムサンドロック改 ★ガンダムデスサイズヘル ★ガンダムヘビーアームズ改 | ★ウイングガンダムゼロ（カトル搭乗） アルトロンガンダム トールギスII | ウイングガンダムゼロ ガンダムエピオン                                           |
| 『W EW』       |                                                                           | | ガンダムヘビーアームズ改（EW版） ガンダムデスサイズヘル（EW版） トールギスIII | ウイングガンダムゼロ（EW版）                                                    |
| 『X』          |                                                                           | | ガンダムXディバイダー ガンダムヴァサーゴ・チェストブレイク ★ガンダムX | ガンダムDX                                                                      |
| 『∀』          |                                                                           | カプル＆コレンカプル ★シルバースモー | ゴールドスモー | ∀ガンダム ターンX                                                               |
| 『SEED』       | ラゴゥ デュエルガンダムアサルトシュラウド                                 | ストライクガンダム フォビドゥンガンダム ブリッツガンダム | フリーダムガンダム パーフェクトストライクガンダム プロヴィデンスガンダム |                                                                                 |
| 『ASTRAY』     |                                                                           | ガンダムアストレイレッドフレーム ガンダムアストレイブルーフレームセカンドL ガンダムアストレイゴールドフレーム天 ドレッドノートガンダム（Xアストレイ）                                 | ガンダムアストレイレッドフレーム改 ハイペリオンガンダム ★ガンダムアストレイゴールドフレーム天ミナ ガンダムアストレイレッドフレーム（レッドドラゴン）                                                             |                                                                                 |
| 『DESTINY』    | ★インフィニットジャスティスガンダム（ラクス搭乗）                         | ガナーザクウォーリア（ルナマリア機） ガイアガンダム ★インパルスガンダム（ルナマリア搭乗） ストライクルージュ（オオトリ装備） ★ガイアガンダム（バルトフェルド搭乗） グフイグナイテッド | インパルスガンダム インフィニットジャスティスガンダム レジェンドガンダム ★デスティニーガンダム（ハイネ機） ●アカツキ                                                                                             | デスティニーガンダム ストライクフリーダムガンダム                               |
| 『STARGAZER』  |                                                                           | スターゲイザー | ストライクノワール |                                                                                 |
| 『00』         | ★ジンクスIII ●ティエレンタオツー                                          | ガンダムエクシア ガンダムデュナメス ガンダムスローネドライ | ケルディムガンダムGNHW/R アリオスガンダムGNHW/M アルケーガンダム スサノオ | ダブルオーガンダム リボーンズガンダム                                           |
| 『00V』        |                                                                           | | ガンダムアヴァランチエクシア | ダブルオーガンダム セブンソード/G ダブルオークアンタ フルセイバー               |
| 『劇場版00』   |                                                                           | | ラファエルガンダム ブレイヴ指揮官用試験機 | ダブルオークアンタ ガンダムサバーニャ最終決戦仕様 ガンダムハルート最終決戦仕様  |
| 『AGE』        |                                                                           | ガンダムAGE-1 | ガンダムAGE-2 ゼイドラ ガンダムAGE-3 ●ガンダムAGE-2ダークハウンド | ガンダムレギルス ●ガンダムAGE-FX                                                |
| 『Gレコ』      |                                                                           | ●マックナイフ ●G-アルケイン（フルドレス） | ○G-セルフ |                                                                                 |
| 『鉄血』       |                                                                           | ○ガンダム・バルバトス（第4形態） ●ガンダム・キマリストルーパー | |                                                                                 |
| 『EXA』        |                                                                           | | エクストリームガンダム type-レオス エクリプス・フェース エクストリームガンダム type-レオス ゼノン・フェース エクストリームガンダム type-レオス アイオス・フェース ●エクストリームガンダム type-セシア エクセリア | エクストリームガンダム type-レオスII Vs.                                        |

### ボス・最終ボス
『機動戦士ガンダム』より
- ザクレロ / デミトリー
- ジオング（完成機）/ シャア・アズナブル
- ビグ・ザム / ドズル・ザビ

『機動戦士ガンダム 第08MS小隊』より
- アプサラスII / アイナ・サハリン

『機動戦士ガンダム0083 STARDUST MEMORY』より
- ガンダム試作3号機デンドロビウム / コウ・ウラキ

『機動戦士Ζガンダム』より
- サイコガンダムMk-II / ロザミア・バダム

『機動戦士ガンダムΖΖ』より
- サイコガンダムMk-II / プルツー
- クィン・マンサ / プルツー

『機動戦士ガンダムUC』より
- シャンブロ【ザクI・スナイパータイプ&ファット・アンクル改、ジュアッグ、ドム・トローペン】 / ロニ・ガーベイ

『機動戦士ガンダムF91』より
- ラフレシア / カロッゾ・ロナ

『機動戦士クロスボーン・ガンダム』より
- ディビニダド / クラックス・ドゥガチ

『機動戦士ガンダムSEED DESTINY』より
- デストロイガンダム / ステラ・ルーシェ
- インフィニットジャスティスガンダム（ミーティア装備） / アスラン・ザラ
- ストライクフリーダムガンダム（ミーティア装備） / キラ・ヤマト

『機動戦士ガンダム00』より
- GNアーマーTYPE-D / ロックオン・ストラトス（ニール・ディランディ）
- レグナント / ルイス・ハレヴィ

『機動戦士ガンダムAGE』より
- ヴェイガンギア・シド / ゼラ・ギンス

『機動戦士ガンダム エクストリームバーサス マキシブースト』より
- エクストリームガンダムR / ダークセシア

一定条件を満たして最終ボスのエクストリームガンダムMk-II AXEを撃破すると、隠し最終ボスとして登場する。
- エクストリームガンダム ディストピア・フェイズ/ セシア・アウェア＆イクス・トリム

一定条件を満たして最終ボスのエクストリームガンダムMk-II AXEを撃破すると、隠し最終ボスとして登場する。
『機動戦士ガンダム エクストリームバーサス』より
- エクストリームガンダム / ex-(DC)（イクス・デッドコピー）[注 8]

一定条件を満たして最終ボスのエクストリームガンダムMk-II AXEを撃破すると、隠し最終ボスとして登場する。

### 本作オリジナル機体

#### エクストリームガンダム type-セシア エクセリア
『ガンダムVS.シリーズ』連動漫画作品『ガンダムEXA』の続編『ガンダムEXA VS』の第2部より連動企画として本作にも参戦。
機体解説
セシア・アウェアが自身の専用機としてエクストリームガンダム type-レオスII Vs.と並行して開発していたが、彼女自身のMS操縦技術が素人である事と、イクス・トリムによる策謀に陥りレオスと共倒れをさせられそうになった事などからロールアウトが大幅に遅れた。
他のMSの戦闘支援に特化しており、魔法陣のようなフィールドを形成して他のMSを守ることが出来る。
女性的なフォルムとセシアが常にかぶっている帽子を模した可動式頭部レドームが特徴。
武装・必殺技
クロイツ・デス・ズューデンス
本機体のメイン武装たる大型ビーム・ライフル。サイドアーマーを十字展開して、扇状にビームを照射することができるほか、銃口からロング・ビーム・サーベルを発振させて攻撃を行える。「クロイツ・デス・ズューデンス(Kreuz des Sudens)」とはドイツ語で南十字星と言う意味。
スフィアビット
ファンネルミサイルの様なピンク色の光弾を8発展開する。
シールドビット
全ての攻撃を防ぐシールドビットを自機、もしくは僚機に展開する。
ハルプモント
デスティニーガンダムの「アロンダイト」に酷似した対艦刀。「ハルプモント(halbmond)」とはドイツ語で半月という意味。
マージナル・サークル
魔法陣のような防御フィールドを形成する。
リンクリフェイザー
リンクによって結ばれたダークセシアたちの力を発動し、エクストリームガンダムRの武装や必殺技を限定的に再現する。発動時に独特な虹色の帯を纏うエフェクトが自機の周りに展開される。
星たちの生まれる世界(ミルヒシュトラーセ)
クロイツ・デス・ズューデンスのサイドアーマーを展開し強力なビームを一斉照射する必殺技。
「ミルヒシュトラーセ(Milchstraße)｣とはドイツ語で天の川、銀河という意味。

#### エクストリームガンダムMk-II AXE
機体解説
機体名の「AXE」の読みは「アグゼ」。従来のエクストリームガンダムでは制御できなかったディストピア・フェイズを制御できるだけの絶大な力を持つコア・ユニットとして、イクス・トリムが新たに開発した機体。カラーリングはオリジナルと異なり黒を基調としつつ、所々に青く光り輝く発光パーツを備え、両手や各関節部が金色になっている。
パイロットは前々作『FULL BOOST』やその連動漫画『EXA』でレオスと最終決戦を繰り広げ消滅したex-（イクス）のデータを再構成させたGダイバーであるイクス・トリムが務める。
ex-（イクス）から引き継いだGAデータ管理権限を用いて時間軸や空間軸を操作したり、データ内のMSを複数同時に具現化させて攻撃を行う。
武装・必殺技
ミスティックエッジ＝ヴィレッジトゥルース
背部に2基装備されたシールド型のマルチプルウエポン。分離して両腕に装着、黒く巨大なビーム・サーベルを発生させることができる。
ヴィレッジトゥルース・ライフルモード（サイコ・ライフル）
ミスティックエッジ＝ヴィレッジトゥルースをビーム・ライフルに変形して敵を狙撃する。
ヴィレッジトゥルース・ワイヤーアンカー
ミスティックエッジ＝ヴィレッジトゥルースからワイヤーで繋がれた球状のビームを4つ射出する。
腕部ビームサーベル
両腕から白いビームサーベルを発生させる。
口部ビーム砲
頭部を展開して口腔部から強力なビームを発射する。
唯我希望蝶
背部のミスティックエッジ＝ヴィレッジトゥルースから真っ赤な月光蝶を放つ必殺技。

## 音楽

### テーマ曲
NO FUTURE (Prototype ver.)（SiM）

### 戦闘中BGM
機動戦士ガンダム
- 颯爽たるシャア
- 哀 戦士
歌：井上大輔
- 戦闘空域(G-3)
- 赤い彗星

機動戦士Ζガンダム
- モビルスーツ戦
- a point of Contact
- 閃光の中のMS

機動戦士ガンダムΖΖ
- サイレント・ヴォイス
歌：ひろえ純
- 宇宙のジュドー

機動戦士ガンダム 逆襲のシャア
- SALLY <出撃>

機動戦士ガンダムF91
- ETERNAL WIND〜ほほえみは光る風の中〜
歌：森口博子

機動戦士Vガンダム
- Don't Stop! Carry On!
歌：RD
- STAND UP TO THE VICTORY 〜トゥ・ザ・ヴィクトリー〜
歌：川添智久
- 戦闘行為

機動武闘伝Gガンダム
- 我が心 明鏡止水～されどこの掌は烈火の如く
- 燃え上がれ闘志-忌まわしき宿命を越えて

新機動戦記ガンダムW
- 誰がために命を燃やす

新機動戦記ガンダムW Endless Waltz
- WHITE REFLECTION
歌：TWO-MIX

機動新世紀ガンダムX
- Resolution
歌：ROmantic Mode
- 駆け抜けるGX

∀ガンダム
- Final shore～おお、再臨ありやと
- CENTURY COLOR
歌：RAY-GUNS

機動戦士ガンダムSEED
- 悪の3兵器

機動戦士ガンダムSEED DESTINY
- 勇気の滑空
- キラ、その心のままに
- ミッション開始

機動戦士ガンダムSEED C.E.73 STARGAZER
- M05

機動戦士ガンダム00
- O-RISER
- OO GUNDAM

劇場版 機動戦士ガンダム00 -A wakening of the Trailblazer-
- FINAL MISSION ～ QUANTAM BURST

機動戦士ガンダムUC
- RX-0

機動戦士ガンダムAGE
- 君の中の英雄
歌：栗林みな実
- ガンダムAGE-2～運命の先へ
- ガンダムAGE-3～覚醒

ガンダム Gのレコンギスタ
- BLAZING
歌：GARNiDELiA

機動戦士ガンダム 鉄血のオルフェンズ
- Iron-Blooded Orphans

機動戦士ガンダム0080
- いつか空に届いて
歌：椎名恵

機動戦士ガンダム 0083
- BACK TO PARADISE
歌：松原みき

機動戦士ガンダム 第08MS小隊
- 嵐の中で輝いて
歌：米倉千尋

機動戦士ガンダム MS IGLOO
- 機動戦

機動戦士クロスボーン・ガンダム
- 宇宙海賊クロスボーンバンガード戦闘テーマ
- スカルハート見参
- 帝国からの襲撃
- 鋼鉄の7人

機動戦士ガンダム外伝 THE BLUE DESTINY
- 戦慄のブルー
- THE FRONT

機動戦士ガンダム 閃光のハサウェイ
- その名はマフティー・ナビーユ・エリン
- レーン･エイムのテーマ
- 強襲

機動戦士ガンダムSEED ASTRAY
- 赤い一撃
- サーペントテール:ミッション開始
- 選ばれし者
- 憎悪
- 運命の子

ガンダム・センチネル
- Superior Attack
- New Desides

機動戦士ガンダム サンダーボルト
- サンダーボルト・メインテーマ
- あなたのお相手～I'm your baby～

ガンダムEXA
- Divine Act -The EXTREME- revised

機動戦士ガンダム エクストリームバーサス
- The End of Authority
- Divine Act-The EXTREME-MAXI BOOST

### 収録曲
PS4版にて発売される『プレミアムサウンドエディション』に収録される楽曲。
機動戦士ガンダム
- 戦いへの恐怖
- シャアが来る
歌：堀光一路

機動戦士Ζガンダム
- 艦隊戦

機動戦士ガンダムΖΖ
- アニメじゃない
歌：新井正人

機動戦士ガンダム 逆襲のシャア
- SWAN <白鳥>
- BEYOND THE TIME (メビウスの宇宙を越えて)
歌：TM NETWORK

機動戦士ガンダムF91
- 最終決戦

機動戦士Vガンダム
- 夏に春の祭典を！

機動武闘伝Gガンダム
- FLYING IN THE SKY
歌：鵜島仁文

新機動戦記ガンダムW
- ゼロの伝説-XXXG-OOWO
- RHYTHM EMOTION
歌：TWO-MIX

機動新世紀ガンダムX
- 死線

∀ガンダム
- ターンAターン
歌：西城秀樹

機動戦士ガンダムSEED
- 立ち上がれ! 怒りよ
- Believe
歌：玉置成実

機動戦士ガンダムSEED DESTINY
- 妖気と微笑み
- 叫びと撃鉄
- PRIDE
歌：HIGH and MIGHTY COLOR

機動戦士ガンダムSEED C.E.73 STARGAZER
- STARGAZER ～星の扉
歌：根岸さとり

機動戦士ガンダム00
- TRANS-AM RAISER
- SCRAMBLE
- DECISIVE BATTLE
- Ash Like Snow
歌：the brilliant green

機動戦士ガンダムUC
- LAPLACE
- RE:I AM
歌：Aimer

機動戦士ガンダムAGE
- ガンダムAGE～100年の物語

ガンダム Gのレコンギスタ
- Gの閃光
歌：ハセガワダイスケ
- ガンダム Gのレコンギスタ

機動戦士ガンダム 0083
- ASSAULT WAVES
- FULL BURNER

機動戦士ガンダム 第08MS小隊
- VII

機動戦士ガンダム MS IGLOO
- 進出ス!

機動戦士ガンダムSEED ASTRAY
- Zips
歌：T.M.Revolution

## 家庭版
2020年7月30日にPlayStation 4で発売。
- 通常版
- プレミアムサウンドエディション
- コレクターズエディション
- スターターエディション